# Spin (寫真集)
《Spin》是日本男藝人岩田剛典的第三本個人寫真集，於2019年8月2日由講談社發行。

## 概要
《Spin》為慶祝岩田剛典踏入30歲而發行的紀念寫真集，與前作《AZZURRO》相隔約3年，並請來因在電影《Vision》合作而熟絡的演員兼攝影師永瀨正敏操刀拍攝。二人在展開長達50小時的製作會議後於日本樹海與廢墟等地方取景拍攝，「以建構出時尚、性感、感性、以及岩田獨一無二的新世界觀」。
作品總共收錄144頁照片，並特別附送明信片。

## 商業成績
寫真集初版發行5萬冊，並在發行前因預約反應熱烈而再版加印15,000冊。《Spin》於發行首週以超過2.8萬冊銷量空降《Oricon公信榜》書籍榜第4位以及寫真集分榜第1位，成為岩田連續第二本獲得寫真集榜單冠軍的作品。因應作品銷情熱烈，講談社於發行翌月決定再版加印5,000冊，使《Spin》的累計出版量達至7萬冊。

## 資料來源
1. ↑  . Oricon. 2019-08-04  [2021-07-18]. （原始内容存档于2021-07-18） （日语）.
2. 1 2  . Oricon. 2019-09-03  [2021-07-18]. （原始内容存档于2021-07-18） （日语）.
3. ↑  . Amazon Japan.   [2021-07-18]. （原始内容存档于2021-07-18） （日语）.
4. ↑  . ナタリー. 2019-07-29  [2021-07-18]. （原始内容存档于2021-07-19） （日语）.
5. ↑  . マイナビ. 2019-08-09  [2021-07-18]. （原始内容存档于2021-07-19） （日语）.

## 外部連結
- 岩田剛典3rd寫真集『Spin』的X（前Twitter）（日語）